# Isoamylase
L'isoamylase est une glycoside hydrolase qui catalyse l'hydrolyse des liaisons osidiques α(1→6) du glycogène, de l'amylopectine et de leurs dextrines limites β.
Cette enzyme diffère de la pullulanase (EC 3.2.1.41) et de la limite dextrinase (EC 3.2.1.142) par le fait qu'elle n'est pas capable d'hydrolyser le pullulane et par son activité limitée sur les dextrines limites α.  Le plus petit glucide qu'elle peut libérer est le maltose.